# Indicatif régional 979

Carte de l'État du Texas avec les territoires de ses indicatifs régionaux. L'indicatif régional 979 est en blanc.

L'indicatif régional 979 est l'un des multiples indicatifs téléphoniques régionaux de l'État du Texas aux États-Unis.
Cet indicatif dessert une région qui suit à peu près le fleuve Brazos, du sud de Waco jusqu'au golfe du Mexique.
La carte ci-contre indique en blanc le territoire couvert par l'indicatif 979.
L'indicatif régional 979 fait partie du plan de numérotation nord-américain.

## Comtés desservis par l'indicatif
- Austin ;
- Brazoria ;
- Brazos ;
- Burleson ;
- Colorado ;
- Fayette ;
- Fort Bend ;
- Lee ;
- Matagorda ;
- Milam ;
- Robertson ;
- Waller ;
- Washington ;
- Wharton.

## Villes desservies par l'indicatif
- Alleyton ;
- Altair ;
- Angleton ;
- Bay City ;
- Beasley ;
- Bellville ;
- Bleiblerville ;
- Boling ;
- Brazoria ;
- Brenham ;
- Bryan ;
- Burton ;
- Caldwell ;
- Calvert ;
- Carmine ;
- Cat Spring ;
- Chappell Hill ;
- Chriesman ;
- Clute ;
- College Station ;
- Columbus ;
- Damon ;
- Danbury ;
- Danciger ;
- Danevang ;
- Deanville ;
- Dime Box ;
- Eagle Lake ;
- East Bernard ;
- Egypt ;
- El Campo ;
- Ellinger ;
- Fayetteville ;
- Franklin ;
- Freeport ;
- Garwood ;
- Gause ;
- Giddings ;
- Glen Flora ;
- Guy ;
- Hearne ;
- Hempstead ;
- Hungerford ;
- Industry ;
- Kendleton ;
- Kenney ;
- Kurten ;
- La Grange ;
- Lake Jackson ;
- Lane City ;
- Ledbetter ;
- Lexington ;
- Lincoln ;
- Louise ;
- Lyons ;
- Markham ;
- Matagorda ;
- Nada ;
- Needville ;
- New Baden ;
- New Ulm ;
- Oakland ;
- Old Ocean ;
- Orchard ;
- Pledger ;
- Plum ;
- Prairie Hill ;
- Pine Island ;
- Rock Island ;
- Round Top ;
- San Felipe ;
- Schulenburg ;
- Sealy ;
- Sheridan ;
- Somerville ;
- Sweeny ;
- Van Vleck ;
- Wadsworth ;
- Wallis ;
- Warda ;
- Warrenton ;
- Weimar ;
- Wellborn ;
- West Columbia ;
- West Point ;
- Wharton ;
- Wheelock.